# جان لويس ايتين
جان لويس ايتين (بالفرنسية: Jean-Louis Étienne)‏ (1946_ ) طبيب و مستكشف فرنسي من انجازاته انه وصل إلى القطب الشمالي مشيا على الاقدام و وحده بعد 63 يوما من انطلاقه في 11 ماي 1986. في 1989-1990 يقوم بقيادة البعثة العالمية عبر القطب الجنوبي في 7 أشهر من المشي لعبور القطب الجنوبي. في هده الايام يقوم بابحاث في القطب الجنوبي دات اهداف علمية.